# Interactive Brokers
Interactive Brokers és un corredor en línia fundat als Estats Units. És una de les empreses de corretatge en línia més grans del mercat nord-americà. La firma també és una de les pioneres en la digitalització del comerç.
Interactive Brokers ofereix diferents vehicles i mercats d'inversió com ara accions, opcions, futurs, VET, divises, bons o fins i tot CFD. La seu d'IB es troba a Greenwich, Connecticut.